# The Bastardz Go Jazzy Live
The Bastardz Go Jazzy Live prvi je uživo album zagrebačkog funk sastava The Bastardz. Album je 2003. godine objavila diskografska kuća Memphis iz Zagreba.

## O albumu
Materijal za album snimljen je u lipnju 2003. godine u Zagrebu, u Kulturnom centru Centra Kaptol, te na raznim nastupima i jazz festivalima tijekom ljeta iste godine. Od 11 skladbi na albumu samo ih je 3 na hrvatskom ("Luda zbog tebe", "Sjaj u očima" i "Muzika"). "Your Love" zapravo je prepjev na engleski njihove poznate uspješnice "Tvoja Ljubav". "Jazzdisco" također je engleska inačica disco skladbe "Vodi me u disko", koja zvuči čak i bolje nego u svom izvornom obliku. "Tristeza"  je njihova poznata uspješnica, a za ljubitelje bluesa tu je i skladba "Blues 4 You". The Bastardza ima svoj prepoznatljiv jazz/pop/funk zvuk, a u ovoj uživo verziji s odlično ukomponiranim melodijama zvuče još puno više jazz, tim više što su s The Bastardzima nastupili brojni vrhunski glazbenici. Album je objavljen u Amsterdamu i prvenstveno je namijenjen za europsko tržište.

## Popis pjesama
| Br. | Skladba           | Autor                         | Trajanje |
| --- | ----------------- | ----------------------------- | -------- |
| 1.  | »Jazzdisco«       | Zoran Jaeger/Helena Bastić    | 5:58     |
| 2.  | »Your Love«       | Zoran Jaeger                  | 6:03     |
| 3.  | »Love Dance«      | Zoran Jaeger                  | 5:13     |
| 4.  | »Tristeza«        | Zoran Jaeger                  | 5:07     |
| 5.  | »Waiting for You« | Zoran Jaeger                  | 5:45     |
| 6.  | »Estate«          | Bruno Martino/Bruno Brighetti | 6:23     |
| 7.  | »Blues 4 You«     | Zoran Jaeger                  | 6:30     |
| 8.  | »Luda zbog tebe«  | Zoran Jaeger/Helena Bastić    | 7:18     |
| 9.  | »If Only...«      | Zoran Jaeger                  | 4:18     |
| 10. | »Sjaj u očima«    | Zoran Jaeger/Helena Bastić    | 5:50     |
| 11. | »Muzika...«       | Zoran Jaeger/Helena Bastić    | 7:17     |

## Izvođači
- Helena Bastić (Lady Miss Helena) – prvi vokal
- Zoran Jaeger (Jex) – električna gitara
- Gojko Tomljanović – klavijature
- Siniša Banović – bubnjevi
- Alen Svetopetrić – bas-gitara
- Dubravko Vorih – bas-gitara u skladbama 2, 9, 11
- Saša Nestorović – saksofon
- Borna Šercar – udaraljke

## Produkcija
- Producenti - Zoran Jaeger, Brother G.
- Aranžmani - Zoran Jaeger
- Snimano - Kulturni centar Centar Kaptol, Zagreb
- Mix&Mastering - Gojko Tomljanović
- Dizajn omota - Helena Bastić, Igor Vignjević
- Fotografija - Philippe Chemin